# Voici les noms
Voici les noms (Dit zijn de namen, De Bezige Bij, Amsterdam, 2012) est un roman de Tommy Wieringa, publié en français en 2015, chez Actes Sud, et qui a remporté au moins deux prix littéraires.

## Résumé
Une ville, une steppe.
Dans la ville dévastée, près d’une frontière, des citadins, pas très urbains, survivent, maladroitement. Chacun a un nom, une activité, une attache, une histoire. La plupart sont venus d’ailleurs, autrefois.
Dans la steppe, vide, des clandestins errants, ni horde, ni tribu, ni troupe, mais un petit groupe d’individus, sans nom, oublieux de leur histoire. Ces migrants, pas nomades du tout, marchent vers l’ouest, comme le leur a signifié leur passeur, supposé se nommer Nacer Gül. 
Ils parviennent à un village abandonné, qu’ils incendient, après avoir récupéré le disponible, vers un possible prochain village, ou un kourgane (p. 91), ou toute autre trace humaine.
En ville, un commissaire de police, Pontus Beg, dirige tant bien que mal son équipe, plutôt intéressée par les amendes pour excès de vitesse nocturne infligées aux rares conducteurs de camion, qu’éventuellement on tabasse.
Le seul cas à traiter est, à la morgue, le corps ravagé d’une jeune fille anonyme, de type nordique, entre 17 et 25 ans, ramassée quelque part, avec des bribes encore lisibles d’un journal intime.
Après un automne et un hiver de steppe, un jour, les survivants parviennent à une banlieue de la ville, font les poubelles pour se nourrir, sont repérés, arrêtés, emprisonnés : affublés de haillons usés jusqu’à la corde, ils avaient émergé des ténèbres des siècles passé (p. 201), presque des momies, intouchables, crève-la-faim, les morts vivants (p. 209), comme les juifs des camps (p. 208).
Une fois traités, nettoyés (rasage, jet, visite médicale), traités, restaurés, ils sont interrogés, d’abord sur leurs noms. 
Chacun se tait. Leur silence interdit toute identification. Ou bien ils ne comprennent pas cette langue, ou cette situation. 
Mais Pontus Beg sait être patient.
Au moins jusqu’à ce qu’il soit obligé à remettre les emprisonnés, réputés délinquants voire meurtriers, à l’instance supérieure : Voici les noms !

## Personnages
En ville :
- Pontus Beg, personnage principal, papy Beg ((p. 87), 53 ans, un pied refroidi depuis peu, et des sifflements d'oreilles depuis si longtemps, dans le délabrement d'un appartement à canalisations bruyantes, avec une vie personnelle assez calamiteuse : sorte de vieux célibataire solitaire, sans espoir d'amélioration d'aucune sorte,
- Zita, femme de ménage, à son service ménager, et mensuellement sexuel, avec un mari camionneur,
- Tina Bazooka, ancienne du bordel Morris, bar, spécialiste d'un plantureux pain de viande,
- l’équipe du commissariat : Franticek Koller, Oksana, Mentchov, Jiri, Ivan Budnik, Toth...
- le maire, Semione Blok, accapareur, le maître de la ville,
- le patron du bazar informel, l'ataman Chiop, l'autre maître de la ville.

En steppe : treize individus (au passage de la frontière précédente), égarés, exténués, assoiffés, affamés, faméliques, en loques, puis 7, puis 6, puis 5
- le garçon, peut-être venu d’un village de montagne,
- le braconnier, efficace, autonome, vigilant,
- l’échalas, Micha, sortant d'un délirant radotage onirique ((p. 66) pour plonger dans l’espace délirant et bienheureux du rêve éveillé ((p. 77),
- l’homme d’Achgabat (voire d'Almaty),
- le tatoué, ancien camé et dealer, Vitaly, bien dérangé,
- l’homme noir, le Noir, l’Éthiopien, ermite décharné surgi des vieilles légendes ((p. 77),
- la femme.

## Société
La ville, Michaïlopol, près de la frontière, autrefois forte de 150 000 habitants, a connu la puissance avec des bâtiments Sécession viennoise, puis a décliné jusqu’à contenir seulement 39 000 résidents.
La plupart des lieux publics sont désertés, abandonnés : lieux de culte (orthodoxe, catholique, juif, arménien), piscine, stade, parc, gare, marché. Il reste encore au moins un hôpital, des écoles, une mairie, un commissariat, un bar…
La gare art nouveau, délabrée, squattée, a perdu ses voies, ses rails… et ses multiples trains.
Un nouveau bazar s’est créé, avec ses approvisionnements peu clairs de camelote importée, ses trafics, ses changeurs (zlotys, euros, roubles, grivnas, qu’il s’agisse du grivna bulgare ou du hryvnia ukrainen).
Pontus dispose de voiture, télévision, radio, téléphone, ordinateur.
Les gens consomment du pain de viande, du petit salé, de la soupe froide, des pâtes, des nouilles asiatiques, des gâteaux, des cornichons en saumure, de la bière, du kvas, de la vodka, du thé noir de Krasnodar...
C’est encore le monde du lino. Pontus offre à Zita en cadeau un sèche-cheveux confisqué.
Sur la steppe, passent des oies, des mouettes, des corneilles, mais les errants dès qu’ils peuvent, fouillent le sol à la recherche de tubercules comestibles.
Le braconnier fournit en perdrix, lapins, lièvres, oisillons, hamsters. L’éthiopien sait attraper des lézards. Au loin encore, des loups ou simplement des louvards, peut-être un renard rouge, une troupe d’ânes…
L’action semble se dérouler dans un paysage de fantaisie, inspiré des républiques populaires de l'est européen d’après l’écroulement de l’empire (p. 101), sans désormais économie planifiée ni comité régional du Parti, avec cependant paysannes en fichus bariolés et musiciens tziganes.
L’homme d’Achqabat (Turkmenbachi) raconte des morceaux de son passé : sévère affection de peau, Turkmènes, Kara-Bagaz (la Gueule noire), sel de Glauber, susceptible de soigner les problèmes de peau, Bakou ((p. 53).
On évoque aussi Samarcande, Damas, Cracovie, Lvov…
On serait dans les années 2000-2020, après une apocalypse nucléaire (régionale) : Tina a un garçon de 13 ans, avec une malformation à un pied, sans doute à cause de la pluie nucléaire, les essais nucléaires, avec leurs lots de victimes : de véritables monstres, des mutants continuaient à naître (p. 31).

## Pontus Beg
Pontus Beg est un être humain sérieux qui réfléchit également sur lui-même, sa vie, son identité, son passé, ses origines, faute de pouvoir envisager un avenir : le nom n’est que l’hôte du réel (p. 14).
Il lit Confucius 40, Tchouang-Tseu, Lao-Tseu (p. 40), et s’interroge.
Il se souvient de sa formation à l’école de police, de son formateur Evgeni Diniz.
Il se remémore ses origines, ses activités d’enfant, les cochons de la ferme familiale, dont la vente a précipité la rupture avec sa sœur Eva, mariée au loin, mère d’un Tadeusz. Il lui téléphone simplement pour lui demander si elle se souvient d’une chanson que leur chantait leur mère. Il conserve une datcha à 70 km de Mikhaïlopol, où il se rend pour ramener poivrons et citrouilles.
Il se souvient du nom de jeune fille de sa mère, Medved, dont la lecture du livre Derrière les noms de Janosz Urban enseigne que le mot signifie ours ou localement juif.
Il se rappelle son comportement d’ours avec une jeune femme voici 28 ans (p. 169), peut-être Léa (p. 172), avec kolkhoze, Mourmansk, Radio Free Europe et des cadeaux (dont Eugène Onéguine, Premier amour…
Le sifflement d’oreilles qui le perturbe depuis si longtemps, qu’il soit de moustiques, d’acouphènes, ou même un symbole ou symptôme d’annonciation, s’est manifesté la première fois lors de la messe d’enterrement de sa mère : le sifflement d’oreilles planait au-dessus du chant et des bénédictions, remplissant à lui tout seul l’espace sacré, pendant le kontakion des défunts, il pleura. Le sifflement ondulait en arrière-fond. Pontus Beg quitta l’église en la personne d’un orphelin de vingt-trois ans qui entendait un bip strident dans ses oreilles (p. 43).
Il se charge de faire enterrer dignement le rabbin Yehuda Herz, le dernier juif de Michaïlopol. Mais dans quel cimetière, selon quelle procédure ou quel rituel ? Dans un quartier abîmé, et inconnu de lui, il rencontre le vrai dernier juif, le rabbin Zalman Eder (p. 57), veuf d’Edzia Bogen, née à Lemberg ((p. 71), qui accepte contraint de faire l’office pour ce rabbin en désaccord. Et il n’aura lui-même personne pour chanter le kaddish à sa mort.
Pontus en profite pour évoquer et chanter une chanson de sa mère, et Yehuda Herz reconnaît une chanson yiddish : Ay Rivkele ven es veln zayn royzen veln zey bliyen... (Ah, belle Rébecca, si ce sont des roses, elles fleuriront… ), une ritournelle yiddish ou klezmer…
Le rabbin lui fait visiter le cimetière juif (avec inscriptions en hébreu, allemand, russe), la synagogue, et, au sous-sol, le mikvé, bain rituel, sacré, sur source.
Pontus revient plusieurs fois discuter avec Yehuda, jouer aux échecs, partager le repas de shabbat.
Il se souvient d’un chandelier, d’une menorah. 
Manifestement, il pourrait être d’origine juive, de l’oblast de Grünewald, de Bstrice : il faut d’abord et surtout étudier (‘’lernen’’). 
Et Pontus se met à lire les livres prêtés, Kuzari, de Juda Halevi, la Torah.
Il se sent devenir le dernier juif, capable de respecter modestement les rituels à venir.

## Parabole
Zita, après les ébats, passe une partie de la nuit à discuter avec sa mère morte, de presque rien.
Rita porte en permanence une croix dorée.
L’éthiopien (p. 45) vénère une croix cachée.
Pour les errants comme pour les sédentaires, le nom est important, a à voir avec la spiritualité collective.
Pontus est un autre Œdipe, l’éthiopien un autre christ. Et les migrants savent qu’ils sont des élus, des éclaireurs.
Dans le camion du passeur, derrière les palettes : Tout va bien ; Dieu est avec nous(p. 113).
« Jadis, pays et continents étaient ouverts à ceux qui cherchaient fortune. Les frontières étaient souples et perméables – elles étaient maintenant bétonnées et garnies de fils barbelés. Tels des aveugles, les voyageurs par milliers à la fois, tâtaient les murs, à la recherche de points faibles, d’une brèche, d’un petit trou à travers lequel ils pourraient se glisser. Un flot d’êtres humains venait se jeter contre ces murs, il était impossible de tous les arrêter. Ils arrivaient, innombrables, et chacun d’eux vivait dans l’espoir et l’attente de faire partie des bienheureux qui pourraient passer de l’autre côté C’était le comportement des bêtes qui se déplacent en nuées, en volées ou en hordes, qui comptent avec l perte des individus mais qui survivent comme espèce. »
— (p. 114)
Le meurtre ou la mort de l’un de ce groupe de la steppe se révèle l’obole, l’offrande, le sacrifice, l’oblat, qui autorise la révélation, les rêves prémonitoires, la nouvelle direction, qui permet de rejoindre une ferme isolée avec le premier être vivant, où se reposer, et d’où suivre les traces d’un véhicule, pour encore une saison.
À l’instar des juifs, ils avaient traversé le désert, transportant, comme eux, dans leur voyage, les os d’un des leurs (p. 269).
Au printemps, Pontus Beg montre au seul rescapé, renommé Petit Moïse, son avenir incertain, la frontière, pour une autre traversée, vers une terre promise.
Promesse improbable et nécessaire pour tous deux.

## Réception
Les recensions francophones sont rares
- Prix de littérature Libris (nl) 2013
- Prix Gouden Uil 2013
- International IMPAC Dublin Literary Award 2013 (liste courte)
- De Inktaap (nl) 2014

## Éditions
- 2012 :  Dit zijn de namen, Amsterdam, 2012  (ISBN 978-90-234-7269-8)
- 2015 : Voici les noms, trad. Bertrand Abraham, Actes Sud, 2015, 334 pages  (ISBN 978-2-330-03902-8)

## Adaptation
En 2016, le réalisateur allemand Philipp Becker a réalisé une adaptation scénique pour NTGent (nl).